# Логофет Геннадій Олегович
Генна́дій Оле́гович Логофе́т (рос. Геннадий Олегович Логофет, нар. 15 квітня 1942, Москва — пом. 5 грудня 2011, Москва) — радянський футболіст, захисник. По завершенні ігрової кар'єри — радянський та російський футбольний тренер.
Як гравець відомий виступами за клуб «Спартак» (Москва), а також національну збірну СРСР.

## Клубна кар'єра
У дорослому футболі дебютував 1961 року виступами за команду клубу «Спартак» (Москва), кольори якої і захищав протягом усієї своєї кар'єри гравця, що тривала п'ятнадцять років. Більшість часу, проведеного у складі московського «Спартака», був основним гравцем захисту команди. Двічі ставав чемпіоном СРСР, тричі виборював Кубок країни.

## Виступи за збірну
1963 року дебютував в офіційних матчах у складі національної збірної СРСР. Протягом кар'єри у національній команді, яка тривала 8 років, провів у формі головної команди країни 17 матчів.
У складі збірної був учасником чемпіонату світу 1970 року у Мексиці та чемпіонату Європи 1968 року в Італії.

## Кар'єра тренера
Розпочав тренерську кар'єру невдовзі по завершенні кар'єри гравця, 1978 року, увійшовши до тренерського молодіжної збірної СРСР. За два роки, у 1980, став одним з тренерів головної збірної країни, в якій пропрацював три роки.
1984 року деякий час очолював команду сімферопольської «Таврії».
У 1988 році знову був у тренерському штабі радянської «молодіжки», а протягом 1992—1993 років працював в ОАЕ з місцевим клубом «Шарджа».
2001 року був одним з тренерів московського «Спартака».
Останнім місцем тренерської роботи була аматорська команда «Маккабі» (Москва), з якою Геннадій Логофет до 2008 року.
Помер 5 грудня 2011 року на 70-му році життя у Москві.

## Титули і досягнення
- Чемпіон СССР: 1962, 1969
- Володар Кубка СРСР: 1963, 1965, 1971.